# Dragon Ball Z: Idainaru Dragon Ball Densetsu
Dragon Ball Z: Idainaru Dragon Ball Densetsu (ドラゴンボールZ 偉大なるドラゴンボール伝説, Doragon Bōru Zetto Idainaru Doragon Bōru Densetsu) é o segundo jogo de Dragon Ball Z para Sega Saturn e Playstation lançado em 31 de maio de 1996. Conta com toda a história do anime e super especiais.